# Felix Stiegele
Felix Stiegele (* 30. August 1881 in Mochental; † 2. September 1951 in Untermarchtal) war katholischer Geistlicher und Mitglied des Deutschen Reichstags.

## Leben
Stiegele besuchte von 1893 bis 1900 das Gymnasium Ravensburg und bis 1904 die Universität Tübingen. Ab 1909 war er Landessekretär des Volksvereins für das katholische Deutschland in Württemberg.
Von 1914 bis 1918 war er Mitglied des Deutschen Reichstags für den Wahlkreis Württemberg 17 (Ravensburg, Tettnang, Saulgau, Riedlingen) und die Deutsche Zentrumspartei. 1919 war er Mitglied der Verfassunggebenden Landesversammlung des Württembergischen Landtags.